# 新巴斯坦
新巴斯坦，是西班牙马德里自治区东部的一个市镇。总面积20.2平方公里，总人口6295人（2011年），人口密度311.63人/平方公里。
与新巴斯坦相邻的市镇有6个，分别为：科尔帕（Corpa）、佩苏埃拉德拉斯托雷斯（Pezuela de las Torres）、波苏埃洛德尔雷（Pozuelo del Rey）、奥尔梅达德拉斯丰特斯（Olmeda de las Fuentes）、奥尔莫村（Villar del Olmo）、
巴尔韦尔德德亚尔卡拉（Valverde de Alcalá）。
新巴斯坦创建于1709年，得名于戈耶内切家族的家乡—纳瓦拉省的巴斯坦。